# الأستاذ أيوب (فلم)
الأستاذ أيوب فِلم أنتج في عام 1975، بطولة فريد شوقي، محمد عوض، صفية العمري، منى إبراهيم، ومجموعة من الممثلين اللبنانيين والمصريين، منهم المطرب وليد توفيق. وهو من إخراج محمد سلمان.
منعت الرقابةُ المصرية الفِلم من العرض لاحتوائه على مشاهد إباحية شديدة الإغراء، ظهرت فيها الراقصة والممثلة منى إبراهيم عارية تمامًا في أكثر من مشهد، منها مشهد لها وهي تستحم، حيث يقوم أحد الصحفيين بتصويرها خفية وعرض التصوير في اجتماع عمل رسمي لعشيقها أبو الذهب (فريد شوقي) لغايات التشهير.
الفِلم من إنتاج صباح أخوان وهي شركة إنتاج لبنانية، وهو مثال صريح للإباحية والجرأة في الإثارة التي اتسمَت بها حِقبة السبعينيات، وعُدَّ نقطة سوداء في تاريخ فريد شوقي الفني.